# サーカス (コーラスグループ)
サーカスは、1978年にデビューした男女2人ずつからなる4人組コーラス・グループ。

## 概要
デビュー当時は3人姉弟と従姉からなり、ハートウォームなコーラスワークと個々の歌唱力は高く評価されており、アカペラはもちろん、コーラスグループの先駆者である。主な活動内容は、コンサート・CD制作・TVラジオ出演などである。
また、コーラスをもっと楽しんでもらいたいと、各地でのワークショップを企画するかたわら、個々でのソロ活動、夫婦ユニット「J＆O」を結成するなど活動を行っている。
1978年3月25日発売の『Mr.サマータイム -夏物語--』が、同年8月中に100万枚を突破する 大ヒットとなった。他に1979年の『アメリカン・フィーリング』、1988年の『Woman in Love』などのヒット曲がある。
25周年を迎える2003年には、メモリアルコンサートを東京・大阪で開催したほか、BEST盤を発売。2007年には高校野球でイメージアーティストに選ばれ「栄冠は君に輝く」を歌唱した。
2011年5月、アメリカのマンハッタンのセントラルパークで毎年行われる「JAPAN DAY（がんばろうJAPAN!!）」のゲストとして招待された。
2013年4月24日、アルバム「We Love Harmony!」発売。同年5月29日、アルバム「THE REBORN SONGS～80'sハーモニー～」が発売された。

## 略歴
- 1977年 - シングル『月夜の晩には』で徳間からプレデビュー。このときのメンバーは、すが健、茂村泰彦、叶正子、卯月節子。男性メンバー2人は親族ではない。1978年、バンド活動を志向していたすがが脱退。叶正子の弟で、日大芸術学部卒業後、劇団活動をしていた高（たかし）が呼ばれ、4人で活動を再開するも、音楽の方向性の違いから結局茂村も脱退。正子・高の弟で、すでに音楽活動を志向していた央介（おうすけ）が加入し、4人コーラスとして再編成される。
- 1978年 - アルファレコードに移籍しシングル『Mr.サマータイム -夏物語--』（ミシェル・フュガンのカヴァー曲）で再デビュー。それまでになかった男女2人ずつ、しかも3人姉弟と従姉というユニークな編成のヴォーカルグループとして誕生した。
- 1984年 - 卯月節子は結婚、叶央介はソロ活動のため二人はグループから離れ、原順子と嶋田徹の二人が新メンバーとして加入。
- 1988年 - 嶋田徹がグループを離れ、叶央介が復帰。
- 1991年 - 叶央介と原順子が結婚し、メンバー4人が「親族」となる。
- 2013年 - 叶央介と原順子が2人のライブユニット「J&O」（→「2VOICE」）の活動に専念するためグループを離れ、叶ありさと吉村勇一が新メンバーとして加入。
- 2013年 - 4月24日、メンバーチェンジ後初めてとなるアルバム「We Love Harmony!」を発表。
- 2013年 - 5月29日、アルバム「THE REBORN SONGS～80'sハーモニー～」を発表。
- 2018年 - 『Mr.サマータイム2018』を現メンバーに元メンバーの卯月節子、叶央介、原順子を加えた7人で収録。東京公演でも7人で出演[4]。
- 2020年 - 4月29日、再び7人が集まり『アメリカン・フィーリング2020』を配信[5]。

## メンバー
叶姉弟の父は北海道出身の毎日新聞記者で日本各地を転々とし、姉弟もこれに伴い育つ。一番長く住んだのは北海道札幌市であるが、出生地を出身地としている。
叶 正子（かのう まさこ、長女、1952年6月23日 - ）
AB型で熊本県出身。一家内での呼び名は「ましゃん」。結婚後の本名は藤井 正子。ビートルズが好きでファンクラブに入っていた。サーカスとして活動する前は、弟・高の誘いで、1972年ヤマハのオーディションに合格し、ヤマハの研修生となった。北海道札幌旭丘高等学校卒業。明治学院大学仏文科に在学しながら渋谷のヤマハエピキュラススタジオでヴォーカルレッスンを受ける。研修生時代の1973年に他の女性研修生2名と「ピーマン」というユニットを組み、同年第6回ヤマハのポプコンに出場した。またレコードデビューもしており、この中の一曲「部屋を出て下さい」は、正子と同じくヤマハの研修生だったこともある根本美鶴代（現：未唯mie）と増田啓子（現：恵子）、後のピンク・レディーがオーディション番組『スター誕生!』（NTV系）のテレビ予選と決戦大会で歌唱している。
ステージでのトークは緊張しすぎで、見ている者をハラハラさせる。コンバースの靴が好きで全色集めている。ケーキを食べながら日本酒を飲む模様。誕生日のケーキを食べている写真にワンカップが写ってしまったことがある。2004年にあらためて新人としてソロデビューし、サーカスがオフの期間にはソロシンガーMASAKO（from サーカス）として活動を続けている。

叶 高（かのう たかし、長男、1954年7月26日 - ）
AB型で北海道出身。一家内での呼び名は「タン」。サーカスのリーダー。北海道札幌西高等学校卒業。サーカスとして活動する前は俳優を目指しており、日本大学藝術学部演劇学科で芝居の道に入り新劇、喜劇、ミュージカルなどを経験。 文部省から後援を得て山間部の学校で劇をしたり、遊園地でちびっ子ショーをしていた。カーペンターズには涙なしには語ることができない思い出がある。その理由はコンサートでときどき話している。ステージではファンサービスのために、わざわざイマイチなギャグを言ったり、姉の年齢をギャグのネタにしたりする。自らがオカマに扮する「ラブソングはひげそり後に」では俳優志望だったころの経験がものを言い、ファンを独自の世界に引き込んでいる。神奈川県平塚市代官町のロブスター料理の老舗店「メインロブスター」を引き継ぎ、Music＆Cafeの店、平塚LiveHouse「KANAFU～叶風～カナフ」としてリニューアルオープン。同店で週末に行われるライブにはソロやサーカスとしてしばしば出演するほか、同店でのボーカルレッスンの教室も主催している。

叶 ありさ（かのう ありさ、叶 高の長女、1983年4月19日 - ）
2013年3月25日より新メンバーとして活動開始。2020年に結婚、出産した。

吉村 勇一（よしむら ゆういち、1985年6月22日 - ）
歌手・ギタリスト。2010年9月から「マンハッタンスリム」の名義でソロ活動開始。東京・神奈川のライブハウスでライブ活動を行う。2012年3月に「サーカス」の新メンバー募集オーディションに合格し、叶正子、叶高のライブにゲスト出演を経て2013年3月25日より本名の吉村勇一の名前で、新メンバーとして活動開始。ソロ活動はこれまで通り「マンハッタンスリム」名義で行うとしている。

## 旧メンバー
嶋田徹以外の下記旧メンバーは、『徹子の部屋』2018年8月2日放送分（同週は「家族ウィーク」と銘打っていた）にて現行メンバーと共演している。
2VOICE　
サーカスを脱退した原 順子と叶 央介によるポップ・デュオ。初期は「J&O」という名称だった。
2018年（平成30年）公開の映画『おみおくり』（監督：伊藤秀裕、主演：高島礼子）の主題歌に、2人が歌う「YOU～120歳のラブソング～」が採用された。
原 順子（はら じゅんこ、次男の妻、1956年3月2日 - ）
A型で東京都出身。結婚後の本名は叶 順子。サーカスに加入する前は、アマチュアでバンド活動をしていた。ポプコンに出場した経験もある。オーディションで選ばれてサーカスに加入することが決まったとき、ゾウやライオンが出てくるサーカスと間違えられて母に泣かれてしまった。ハワイアンに造詣が深く、専門誌の「月刊ハワイアンウェーブ」に連載を持っていた。メンバーの男性陣に対して「おなかが出てはいけない」というのが口癖だが、料理を大皿で作ったり、おいしい物を食べに行ったりするなど行動が矛盾している。姉さん女房。2003年から夫の叶 央介とライブユニット「2VOICE」を組み活動するほか、斉藤久美、吉川智子、長屋美希、清水美恵、菅木真智子らとスーパー・ハーモニー・ユニット「The Coconut Cups」としても活動中。

叶 央介（かのう おうすけ、次男、1956年9月27日 - ）
AB型で北海道出身。一家内での呼び名は「おーしゃん」。中学時代に吉田拓郎に出会い音楽に目覚めギターを始める。その後「サイモン&ガーファンクル」「ザ・タイガース」など洋楽・邦楽を問わずコピーを続け、サーカス加入前は、フォーク歌手を目指していた。
1984年 - 1988年は、一時的にソロ活動をしていた。
ONE VOICE（サイモン&ガーファンクルの作品）の日本語訳をするなど、サーカスの作品の作詞を多く手掛け、1986年にソロアルバム「OCEAN」発表。2005年には原順子とのライブユニットJ&O名義のファーストシングル「Longing for~」を発表。その後も原とライブユニット「2VOICE」を組み活動するほか、オリジナルソングを作り続けている。時折ギターも演奏し、繊細な音色を奏でる。

卯月 節子（うづき せつこ、母方の従姉、1952年2月11日 - ）
東京都出身。正子より1学年上。現在はソロ活動。代々木アニメーション学院声優アニソン科の講師も務める。母親が歌手。

嶋田 徹（しまだ とおる、血縁関係はない）
現在は「嶋田トオル」名義でソロ活動。広島東洋カープの応援歌CDの歌唱などを担当。アカペラグループGo-rillaで活動。堺正章、谷村新司らのコンサート、ディナーショーにヴォーカルとして参加。アメリカの教会でゴスペルを学び、日本国内でゴスペルグループやアカペラグループを指導。ヴォイストレーナーとしても活動している。

## ディスコグラフィー

### シングル
|                                                       | 発売日         | タイトル                                   | c/w                              | 規格         | 規格品番     | オリコン最高位 |
| 徳間音楽工業                                          | 徳間音楽工業   | 徳間音楽工業                               | 徳間音楽工業                     | 徳間音楽工業 | 徳間音楽工業 | 徳間音楽工業   |
| ----------------------------------------------------- | -------------- | ------------------------------------------ | -------------------------------- | ------------ | ------------ | -------------- |
| 1st                                                   | 1977年3月1日   | 月夜の晩には                               | 二人の帰り道                     | EP           | VA-1001      | 圏外           |
| 1st                                                   | 2018年12月19日 | 月夜の晩には                               | 二人の帰り道                     | EP           | CREP-5739    | 圏外           |
| アルファレコード                                      |                |                                            |                                  |              |              |                |
| 2nd                                                   | 1978年3月25日  | Mr.サマータイム -夏物語--                  | デイ・ドリーミング               | EP           | ALR-1001     | 1位            |
| 3rd                                                   | 1978年7月25日  | 愛で殺したい                               | 恋はマジック                     | EP           | ALR-1003     | 28位           |
| 4th                                                   | 1978年11月25日 | アムール                                   | 愛はイエスタデイ                 | EP           | ALR-1006     | 60位           |
| 5th                                                   | 1979年5月25日  | アメリカン・フィーリング                   | ホームタウン急行                 | EP           | ALR-1011     | 5位            |
| 6th                                                   | 1979年10月9日  | 二人の旅立ち                               | シャイン・サイレントリー         | EP           | ALR-1015     | 49位           |
| 7th                                                   | 1980年2月21日  | ビューティフル・シーズン                   | フライング・トゥー・ユア・ハート | EP           | ALR-1022     | 33位           |
| 8th                                                   | 1980年6月21日  | 去りゆく夏                                 | ワンダフル・ミュージック         | EP           | ALR-704      | 95位           |
| ワーナー・パイオニア / ワーナー・ブラザース・レコード |                |                                            |                                  |              |              |                |
| 9th                                                   | 1981年2月25日  | サウス･エクスプレス                        | ラブ・イズ・シャイニング -煌き-  | EP           | L-1503       | 圏外           |
| 10th                                                  | 1981年6月25日  | 想い出は嘘つき                             | 美しい悪魔たち                   | EP           | L-1525       | 圏外           |
| 11th                                                  | 1981年7月25日  | 時よゆるやかに                             | 愛のカンタータ                   | EP           | L-1534       | 圏外           |
| 12th                                                  | 1981年10月25日 | さらば愛の季節                             | グッバイ・ミスター・マンディ     | EP           | L-1552       | 圏外           |
| 13th                                                  | 1982年6月25日  | ガラスの夏                                 | TAKE ME AWAY                     | EP           | L-1595       | 圏外           |
| 14th                                                  | 1982年11月28日 | マーマレイド・サンセット                   | オータム                         | EP           | L-1617       | 圏外           |
| Vap                                                   |                |                                            |                                  |              |              |                |
| 15th                                                  | 1983年4月21日  | 風のメルヘン                               | 時を泳いで                       | EP           | 10077-07     | 圏外           |
| 16th                                                  | 1983年6月21日  | 青い恋人たち                               | 青い恋人たち (英語バージョン)    | EP           | 10092-07     | 圏外           |
| 17th                                                  | 1984年1月21日  | Tendernessを抱きしめて                     | Morning Rain                     | EP           | 10129-07     | 56位           |
| 18th                                                  | 1984年5月21日  | スターダストの海                           | Yellow Bird空へ                  | EP           | 10140-07     | 圏外           |
| 19th                                                  | 1985年2月1日   | メネフネ・ラブソング                       | 夜更けのアリベデルチ             | EP           | 10171-07     | 圏外           |
| 20th                                                  | 1985年2月21日  | WAKU-WAKU サーカス                         | ネプチューンの思い出             | EP           | 10178-07     | 圏外           |
| 日本コロムビア                                        |                |                                            |                                  |              |              |                |
| 21st                                                  | 1985年7月21日  | 太陽がいっぱい                             | もう一度ラブソング               | EP           | AH-619       | 圏外           |
| 22nd                                                  | 1985年10月21日 | Mr.メモリー                                | Smoky Brown 〜一枚の写真〜       | EP           | AH-663       | 圏外           |
| ファンハウス                                          |                |                                            |                                  |              |              |                |
| 23rd                                                  | 1987年10月26日 | 優しい嘘                                   | SWEET MEMORIES                   | EP           | 07FA-1138    | 圏外           |
| 24th                                                  | 1987年10月26日 | いちばん素敵なクリスマス                   | A LITTLE LIE                     | EP           | 07FA-1143    | 圏外           |
| 25th                                                  | 1988年4月1日   | WOMAN IN LOVE                              | 優しい嘘                         | EP           | 07FA-5006    | 94位           |
| 25th                                                  | 1988年4月1日   | WOMAN IN LOVE                              | 優しい嘘                         | 8cmCD        | 10FD-5006    | 94位           |
| 26th                                                  | 1988年11月1日  | デ ジャ ヴュ                               | 他人の私 -スローな場面-          | EP           | 07FA-5047    | 圏外           |
| 26th                                                  | 1988年11月1日  | デ ジャ ヴュ                               | 他人の私 -スローな場面-          | 8cmCD        | 10FD-5047    | 圏外           |
| 27th                                                  | 1989年3月25日  | FASCINATION                                | Cute                             | 8cmCD        | 10FD-4001    | 圏外           |
| 28th                                                  | 1991年7月25日  | カレンダー・ガール                         | たったひとつの言葉               | 8cmCD        | FHDF-1105    | 圏外           |
| ポリグラム                                            |                |                                            |                                  |              |              |                |
| 29th                                                  | 1994年12月19日 | After the rain                             | 新しい朝                         | 8cmCD        | PHDL-1023    | 圏外           |
| マーキュリー・ミュージックエンタテインメント          |                |                                            |                                  |              |              |                |
| 30th                                                  | 1995年4月26日  | しあわせな笑い方                           | Mr.Summertime (フランス語版)     | 8cmCD        | PHDL-1030    | 圏外           |
| 31st                                                  | 1996年3月5日   | 愛はきらめきの中に -HOW DEEP IS YOUR LOVE- | 好きだよきらいだよ               | 8cmCD        | PHDL-1050    | 圏外           |
| Sony Music Direct                                     |                |                                            |                                  |              |              |                |
| 32nd                                                  | 2006年1月18日  | しなやかに歌って/ダンシング・シスター      |                                  | Maxi         | MHCL-721     | 圏外           |

### アルバム（レコード及び CD）
1. サーカス1（1978/07/05）
2. ニューホライズン（1979/05/25）
3. WONDERFUL MUSIC （1980/04/21）
4. FOUR SEASONS TO LOVE（1981/04/25）
5. シリウスの伝説（1981/07/xx）
6. MARMALADE SUNSET（1982/08/14）
7. クールラブ（1983/12/10）
8. STRUTTIN'（1984/03/21）
9. ピクチャー（1985/11/21）
10. A LITTLE LIE（1987/12/05）
11. WOMAN IN LOVE（1988/06/01）
12. ウインターアルバム（1988/11/25）
13. FASCINATION（1989/05/01）
14. たったひとつの言葉（1991/09/25）
15. リエゾン（1994/11/26）
16. パリのランデブー（1995/09/25）
17. HEART（1997/10/30）
18. HEART 2（1998/10/14）
19. HEART 3（2000/10/07）
20. Nostalgia ～HEART4～（2002/09/22）
21. SOUND CIRCUS -HEART V-（2005/07/06）
22. CIRCUS CONCERT HEART TO HEART（2005/07/06）
23. 絆-KIZUNA-（2007/10/03）
24. We Love Harmony! （2013/04/24）
25. THE REBORN SONGS ～80'sハーモニー～（2013/05/29）
26. POP STEP JAZZ（2015/10/14）
27. POP STEP BOSSA（2016/05/25）
28. POP STEP BALLAD（2017/01/25）
29. POP STEP 40 ～Histoire et Futur（2018/04/25）

### ベスト・アルバム（レコード及び CD）
- サーカス・ブティック（1979/10/05 CD再発：1994/10/26）初のベスト盤
- BEST HITS CIRCUS（1981/12/20 CD再発：1994/10/26）初期ベスト盤
- サーカス・ツイン・ベスト（1988/11/28）2枚組
- サーカス・シングルズ（1999/10/17）「マーマレイド・サンセット」までのシングルA・B面を収録した2枚組
- GOLDEN☆BEST 歌の贈り物（2003/3/19）全レーベルを網羅して収録されたベスト盤
- アルファミュージック編 1978～1980（2005/11/30）アルファ時代の全音源を収録・2枚組
- GIFT BOX（2006/11/10）「月夜の晩には」～「しなやかに歌って」まで全シングルA面曲を収録
- サーカス　ファンハウス編　1987～1991（2016/9/14）ファンハウス時代の全音源を収録・3枚組
- CIRCUS BEST TOKIT∞TO 時と音 （2023/9/27）45周年記念2枚組オールタイムベスト

### タイアップ曲
| 楽曲                                       | タイアップ                                                                 | 収録作品                             | 時期   |
| ------------------------------------------ | -------------------------------------------------------------------------- | ------------------------------------ | ------ |
| Mr.サマータイム                            | カネボウ'78夏キャンペーンソング                                            | シングル「Mr.サマータイム」          | 1978年 |
| 薄化粧                                     | カネボウ'78秋キャンペーンソング                                            | 未音源化                             | 1978年 |
| アメリカン・フィーリング                   | JAL"COME TO AMERICA'79"キャンペーンソング                                  | シングル「アメリカン・フィーリング」 | 1979年 |
| ホームタウン急行                           | テレビ朝日系ドラマ『鉄道公安官』主題歌                                     | シングル「アメリカン・フィーリング」 | 1979年 |
| ビューティフル・シーズン                   | トヨタ純正デンソーカーエアコンCMソング                                     | シングル「ビューティフル・シーズン」 | 1980年 |
| 美しい悪魔たち                             | テレビ朝日系ドラマ『美しい悪魔たち』主題歌                                 | シングル「想い出は嘘つき」           | 1981年 |
| 時よゆるやかに                             | サンリオ創立20周年記念作品『シリウスの伝説』オリジナル・サウンド・トラック | シングル「時よゆるやかに」           | 1981年 |
| 愛のカンタータ                             | サンリオ創立20周年記念作品『シリウスの伝説』オリジナル・サウンド・トラック | シングル「時よゆるやかに」           | 1981年 |
| 風のメルヘン                               | 日本テレビ開局30周年記念番組アニメーション『まんが日本史』主題歌           | シングル「風のメルヘン」             | 1983年 |
| 青い恋人たち                               | 映画『青い恋人たち』主題歌                                                 | シングル「青い恋人たち」             | 1983年 |
| 星と夢のサンバ                             | NHKみんなのうた 6月-7月                                                    | 未音源化                             | 1983年 |
| Tendernessを抱きしめて                     | 日本テレビ系ドラマ『パパになりたかった犬』主題歌                           | シングル「Tendernessを抱きしめて」   | 1984年 |
| スターダストの海                           | 日本テレビ系放映ワールドクイズ『カンカンガク学』主題歌                     | シングル「スターダストの海」         | 1984年 |
| メネフネ・ラブソング                       | 全日空『ハローツアー』イメージソング                                       | シングル「メネフネ・ラブソング」     | 1985年 |
| WAKU-WAKU サーカス                         | 国立ドイツ動物大サーカス イメージソング                                    | シングル「WAKU-WAKU サーカス」       | 1985年 |
| 長崎オランダ村                             | 長崎オランダ村 社歌・CMソング                                              | 未音源化                             | 1986年 |
| 優しい嘘                                   | TBS系ドラマ『家庭の問題』主題歌                                            | シングル「優しい嘘」                 | 1987年 |
| いちばん素敵なクリスマス                   | ケンタッキーフライドチキン 1987 クリスマスソング                           | シングル「いちばん素敵なクリスマス」 | 1987年 |
| WOMAN IN LOVE                              | 銀座ジュエリーマキ・カメリアダイアモンド CFイメージソング                  | シングル「WOMAN IN LOVE」            | 1988年 |
| 情熱よ!                                    | トヨタ『カリーナ』CMソング                                                 | 未音源化                             | 1988年 |
| デ ジャ ヴュ                               | テレビ朝日系『OH!エルくらぶ』オープニングテーマ                            | シングル「デ ジャ ヴュ」             | 1988年 |
| FASCINATION                                | 銀座ジュエリーマキ・カメリアダイアモンド CFイメージソング                  | シングル「FASCINATION」              | 1989年 |
| カレンダー・ガール                         | TBS系『ブロードキャスター』オープニングテーマ                              | シングル「カレンダー・ガール」       | 1991年 |
| After the rain                             | TBSテレビ『カミングOUT!』オープニングテーマ                                | シングル「After the rain」           | 1991年 |
| しあわせな笑い方                           | テレビ東京系『住宅バラエティー 我が家・大作戦!』エンディングテーマ         | シングル「しあわせな笑い方」         | 1995年 |
| 愛はきらめきの中に -HOW DEEP IS YOUR LOVE- | 富士銀行『アースリーパラダイス通帳』CMソング                               | シングル「時よゆるやかに」           | 1996年 |
| 好きだよきらいだよ                         | フジテレビ系『晴れたらイイねッ!』テーマソング                              | シングル「時よゆるやかに」           | 1996年 |
| しなやかに歌って                           | カネボウ化粧品『RAPHAIE』CMソング                                          | シングル「しなやかに歌って」         | 2006年 |
| 世界はハーモニー                           | NHKみんなのうた 10月-11月                                                  | アルバム「絆 ～KIZUNA～」            | 2007年 |

### 個人名義のアルバム
Masako/叶 正子
- Inside Journey （2004/4/21）
- ザ・デュエット･･･7物語（2009/11/18）
  - 参加アーティスト:KONISHIKI、ムッシュかまやつ、堀内孝雄、大野真澄、尾藤イサオ、アルベルト城間、池田聡

### CDとして未発売・未収録の曲
- 「太郎の青春」（1980年）主題歌
- 「太郎の卒業」（1981年）主題歌
  - NHK銀河テレビ小説で放送された曽野綾子の『太郎物語』が原作のドラマの主題歌。
  - 作詞：窪田篤人、作曲：三枝成章、演奏：カシオペア
- 星と夢のサンバ
  - NHKみんなのうた1983年6月に放送。
  - 池田典代・こおろぎ'73、フリーウェイによるカバーが音源化されている。
- 輝くオイルロード（サーカスといずみたくファミリーの連名）
  - 1987年度及び1992年に日本石油グループの企業CMが放映された際、CMソングとして使用されていた。なお、2つのCMではそれぞれ音程や再生ピッチが異なっている。
  - 元々は日本石油の誕生100周年を記念して製作された曲であり、右上部分に「日石100年」のロゴが入った白地に黒のピアノがデザインされたジャケットでレコード化もされた。しかし、音源は当時の日本石油の社内関係者向けにしか配布されなかった様である。
- 「Yes My Song」（1981年）作詞：森雪之丞、作曲：小六禮次郎
  - テレビ新潟イメージソング。
- 「ドラマティックTKU～輝いて～」（1998年）
  - テレビ熊本イメージソング。同局にて、同年より2006年まで早朝深夜の局名告知映像BGMに起用された。

## 主なテレビ出演
- 怒れ兄弟! 第1話「サーカス誘拐事件」（1979年）
- THE夜もヒッパレ
- 青春のポップス

ほか多数

### NHK紅白歌合戦出場歴
| 年度/放送回               | 回 | 曲目                     |
| ------------------------- | -- | ------------------------ |
| 1978年（昭和53年）/第29回 | 初 | Mr.サマータイム          |
| 1979年（昭和54年）/第30回 | 2  | アメリカン・フィーリング |

注意点
- 出演順は「出演順/出場者数」で表す。

### サーカスの現在のメンバー関係の外部リンク
- オフィシャルWEBサイト
- サウンド・サーカス※YouTube
- マンハッタンスリムの小部屋：歌い手マンハッタンスリム（ヨシムラユウイチ）のブログ
- ARISA KANO "Happy Humming!"：叶ありさブログ
- 平塚LiveHouse「KANAFU～叶風～カナフ」
  - 叶高がオーナーを務める。ホームページによると2022年6月30日閉店
- “Circus in NY がんばれ JAPAN !!”Japan Day 2011

### 旧メンバー関係の外部リンク、主に2VOICE（原順子＆叶央介）関連
- 2VOICE（原 順子・叶 央介）Official Web
  - 2voice / Kainui 叶央介 / The Coconut Cups / 声の学校 in Facebook
  - The Coconut Cupsホームページ
- 嶋田 トオル関係
  - ゴスペル・グループ～ウィステリアベルズ～